# Liste der Straßennamen von Mira-Sintra
Die Liste der Straßennamen in Mira-Sintra listet Namen von Straßen und Plätzen der Freguesia Mira-Sintra im portugiesischen Kreis Sintra auf und führt dabei auch die Bedeutungen und Umstände der Namensgebung an. Aktuell gültige Straßenbezeichnungen sind in Normalschrift angegeben, nach Umbenennung oder Überbauung nicht mehr gültige Bezeichnungen in Kursivschrift.

## Straßen in alphabetischer Reihenfolge

### #
- Rua 1º de Maio ⊙
benannt nach dem Internationalen Tag der Arbeiterbewegung
- Rua 8 de Março ⊙
- Avenida 25 de Abril ⊙
benannt nach dem Tag der Nelkenrevolution im Jahr 1974

### A
- Rua das Acácias ⊙
- Praceta da Amizade ⊙
- Rua António Aleixo ⊙
benannt nach dem Dichter António Aleixo (1899–1949)

### B
- Rua Barbosa du Bocage ⊙
- Rua Bernardo Santareno ⊙
benannt nach dem Dramaturgen Bernardo Santareno (1924–1980)

### C
- Rua Capitães de Abril ⊙
benannt nach den Capitães de Abril, den Anführern der Nelkenrevolution
- Rua do Comércio ⊙

### D
- Largo dos Desportos e Juventude ⊙
- Praceta Diogo Cão ⊙
benannt nach dem Seefahrer Diogo Cão († um 1486?)
- Rua Doutor Agostinho Neto ⊙
benannt nach dem angolanischen Präsidenten Doktor Agostinho Neto (1922–1979)

### E
- Travessa de El-Rei Dom Dinis ⊙
benannt nach König Dionysius (1261–1325)

### F
- Rua Ferreira de Castro ⊙
benannt nach dem Schriftsteller José Maria Ferreira de Castro (1898–1974)
- Rua Fundação Dom Pedro IV ⊙
- Rua Fundação Gulbenkian ⊙
benannt nach der Gulbenkian-Stiftung

### G
- Rua General Humberto Delgado ⊙
benannt nach dem General und Politiker Humberto Delgado (1906–1965)
- Rua Guilhermina Suggia ⊙
benannt nach der Cellistin Guilhermina Suggia (1885–1950)

### H
- Rua do Horizonte ⊙

### I
- Largo da Igreja ⊙

### L
- Praceta Luís de Camões ⊙
benannt nach dem Nationaldichter Luís de Camões (1524/25–1579/80)
- Rua dos Lusíadas ⊙
benannt nach dem Nationalepos Die Lusiaden von Camões

### M
- Rua das Merendas ⊙
- Rua da Mina ⊙

### P
- Rotunda Padre António Lopes da Silva ⊙
- Rua Parque Infantil do Moinho ⊙
- Rua Paulo Dias de Novais ⊙
benannt nach dem Fidalgo und Entdecker Paulo Dias de Novais (~1510–1589)
- Rua Paulo Freire ⊙
- Rua do Pinheiro ⊙

### S
- Rua de São Francisco de Assis ⊙
benannt nach dem heiligen Franz von Assisi (1181/82–1226)
- Travessa de São José ⊙

### T
- Avenida Timor Lorosae ⊙
benannt nach der ehemaligen portugiesischen Kolonie Osttimor

- Karte mit allen Koordinaten:
- OSM |
- WikiMap